# Moso in Passiria
Moso in Passiria (in tedesco Moos in Passeier) è un comune italiano di 2 017 abitanti della provincia autonoma di Bolzano in Trentino-Alto Adige, situato in Val Passiria.

## Geografia fisica
Dal paese si può giungere in Austria, attraverso il passo del Rombo (Timmelsjoch).

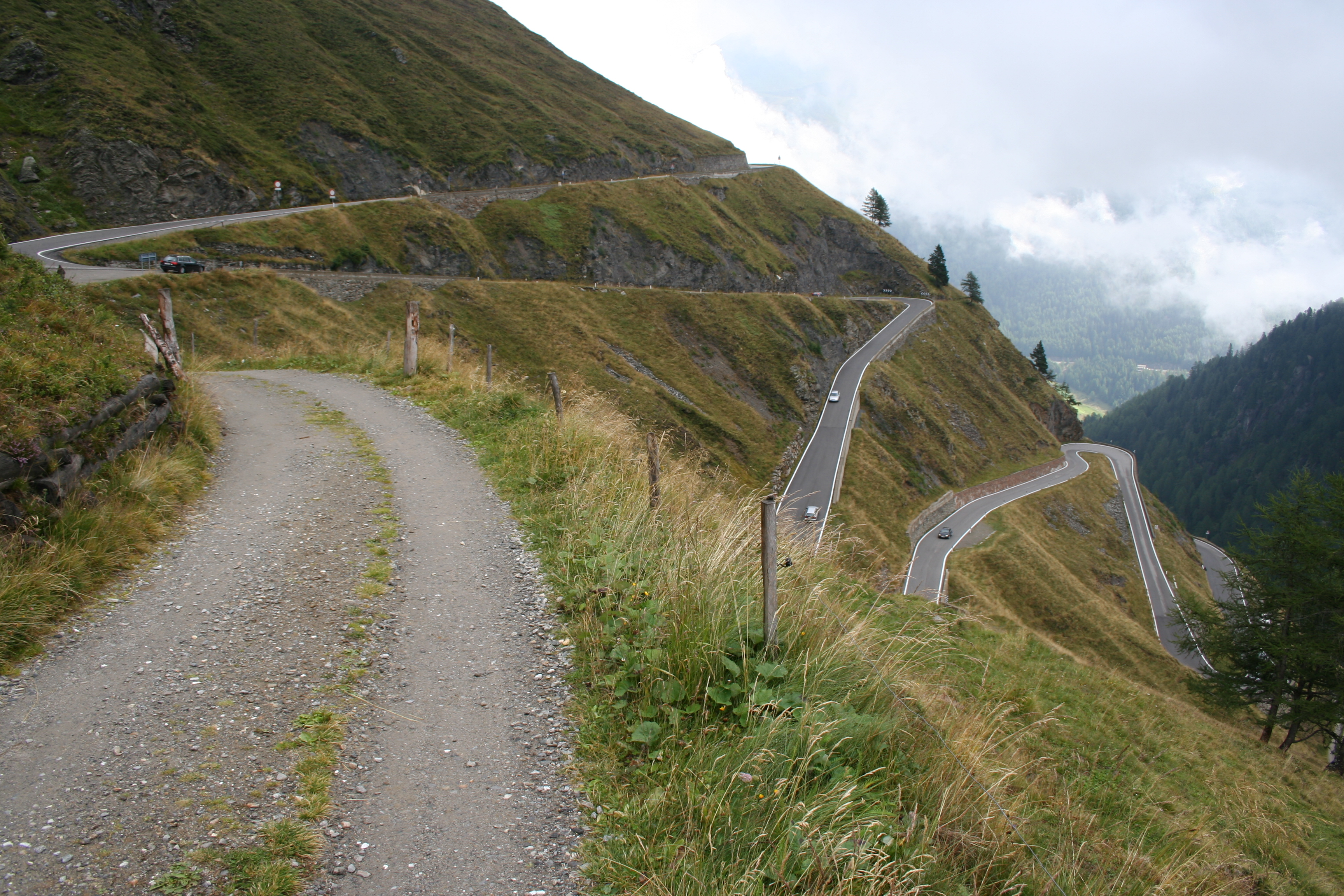
Passo del Rombo.

Prima del valico si trova una casermetta difensiva appartenente allo sbarramento di Moso del Vallo Alpino in Alto Adige: dal 2009 è adibita a museo, il Mooseum. Accanto al bunker è stata edificata una torre, che, assieme alla fortificazione, ospita un percorso storico e naturalistico sul Parco naturale Gruppo di Tessa.
A sud-ovest del centro cittadino si dirama la valle nella quale sorge, a un'altitudine di 1627 m s.l.m., l'abitato di Plan (Pfelders), località turistica estiva e invernale. Il paesino è attorniato dalle vette della Giogaia di Tessa (Texelgruppe), tra le quali spicca l'Altissima (3482 m).

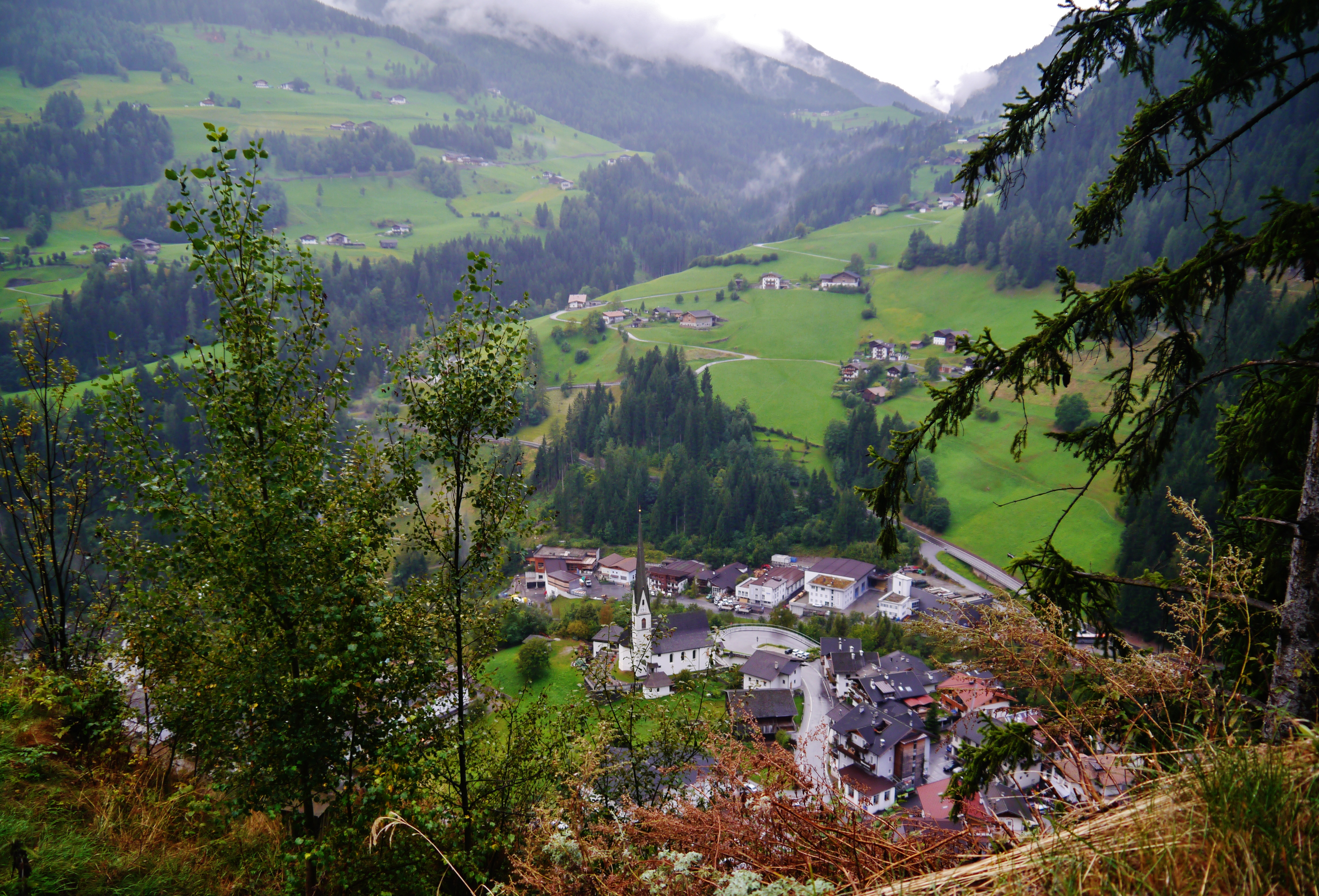
Moso visto dall'alto.

Proseguendo verso nord, invece, si trovano i piccoli centri di Corvara (Rabenstein), Hahnebaum e Belprato (Schönau), nelle vicinanze del Passo del Rombo.
A sud di Moso, invece, sono situati gli abitati di Stulles (Stuls), ai piedi del Monte Croce (Hohe Kreuzspitze), Ulfas e Plata (Platt), all'imbocco della Val di Plan (Pfelderertal).
Nei pressi di Moso si trovano le cascate di Stieber che con lo scioglimento estivo dei ghiacci veicolano un grande flusso d'acqua.

## Origini del nome
Il toponimo è attestato dal 1288 e deriva dal tedesco Moos ("palude"). Il nome italiano, introdotto solo dal fascismo, fino al 1955 era Piano in Passiria, poi Moso.

## Storia

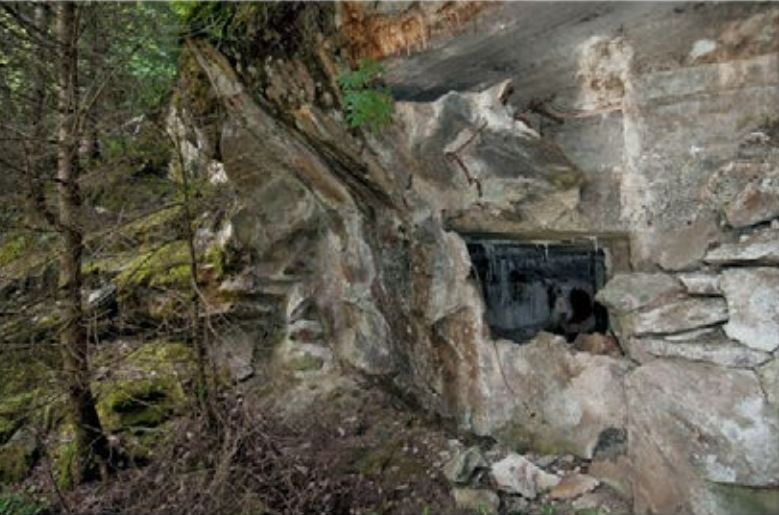
Sbarramento di Moso.

Al pari di altre valli collocate nei pressi del confine di stato come la val Passiria, Mussolini, ai tempi del fascismo, ordinò di fortificare il confine. Vennero così costruiti a partire dal 1939 alcuni bunker al fine di impedire, o comunque rallentare, un'invasione dell'Italia da parte dei nazisti. Queste opere difensive facevano parte del vallo alpino in Alto Adige, e più precisamente dello sbarramento di Moso.
Nella notte tra il 18 e il 19 febbraio 2012 si staccò una frana che scese a lambire la strada provinciale 112 dell'abitato di Corvara. La frana era composta da circa 40 000 metri cubi di materiale terroso.

### Simboli
Lo stemma rappresenta tre vette bianche ed aguzze, stagliate sul cielo azzurro e sui prati verdi.
Il verde del terreno allude al nome del paese (Moos = muschio) mentre il monte a tre vette ricorda le alte montagne circostanti.
Lo stemma è stato concesso il 15 dicembre 1966.

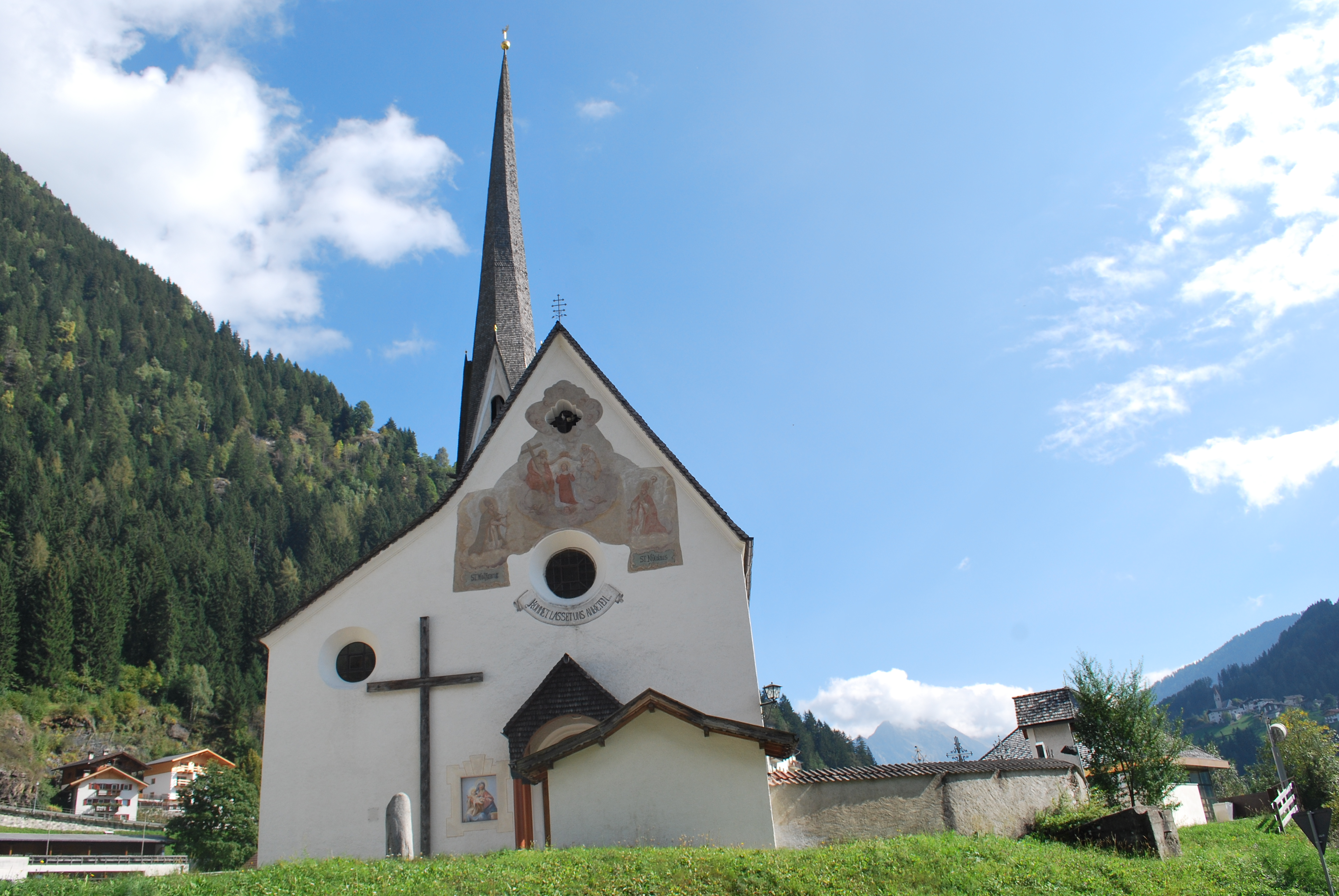
Chiesa di Santa Maria Assunta

## Monumenti e luoghi d'interesse

### Architetture religiose
- Chiesa di Santa Maria Assunta
- Chiesa di San Giuseppe
- Chiesa di Santa Maria Ausiliatrice
- Chiesa del Santissimo Cuore di Gesù
- Chiesa di Sant'Orsola e San Sebastiano

## Società

### Ripartizione linguistica
Al 2024, è il comune con la più alta percentuale di popolazione di madrelingua tedesca della provincia, avendo superato il comune di Martello, sceso al 99,12%:
| %      | Ripartizione linguistica (gruppi principali) |
| ------ | -------------------------------------------- |
| 99,52% | madrelingua tedesca                          |
| 0,42%  | madrelingua italiana                         |
| 0,05%  | madrelingua ladina                           |

### Evoluzione demografica
Abitanti censiti

## Economia

### Turismo
Moso in Passiria per la sua attenzione a favorire il turismo sostenibile e la mobilità dolce fa parte del consorzio delle Perle delle Alpi.

## Amministrazione
| Periodo  | Periodo   | Primo cittadino       | Partito | Carica  | Note |
| -------- | --------- | --------------------- | ------- | ------- | ---- |
| nel 1975 |           | Josef Ennemoser       |         | Sindaco |      |
| 2005     | 2015      | Wilhelm Mathias Klotz | SVP     | Sindaco |      |
| 2015     | in carica | Gothard Gufler        | SVP     | Sindaco |      |